# 木津川台站
木津川台站（日语：／ Kizugawadai eki */?）是位於日本京都府木津川市吐，屬於近畿日本鐵道（近鐵）京都線的鐵路車站。車站編號為B22。
隨著西側丘陵上木津川台住宅區的開發，為增進地區居民與關西文化學術研究都市關係者交通的方便性而設置本站。本站同時也是京都線內最新的一站。

## 歷史
- 1994年（平成6年）9月21日 - 京都線的新祝園 - 山田川間新設本站[4]。
- 2007年（平成19年）4月1日 - 可使用「PiTaPa」搭車[5]。

## 車站構造
本站為側式月台2面2線的地面車站（橋上車站）。通常只有4節車廂編成的普通列車會停靠，不過月台長度可容納6節車廂。東西方都設有出口，驗票口只有一處。本站由新田邊站負責管理，站內設有站務員。

### 月台配置
| 月台 | 路線   | 方向 | 目的地                                                        |
| ---- | ------ | ---- | ------------------------------------------------------------- |
| 1    | 京都線 | 下行 | 往 高之原、大和西大寺、奈良、天理、橿原神宮前、吉野、大阪難波 |
| 2    | 京都線 | 上行 | 往 新祝園、丹波橋、京都、京都國際會館                         |

## 使用狀況
近年本站1日上下車人次調査結果如下。
- 2018年11月13日：2,288人
- 2015年11月10日：2,381人
- 2012年11月13日：2,279人
- 2010年11月9日：2,105人
- 2008年11月18日：2,279人
- 2005年11月8日：2,136人

## 車站周邊
- 近鐵木津川台住宅地
- 京都府道22号八幡木津線
- 京都山城福祉會
- 大宮神社
- 京都府立南山城支援學校
- 同志社國際學院初等部・國際部
- 木津川市立木津川台小學校

## 相鄰車站
近畿日本鐵道
 京都線
■急行
通過
■普通
新祝園（B21）－木津川台（B22）－山田川（B23）